# Navapolatsk
Navapolatsk (vitryska: Наваполацк) är en stad i Vitsebsks voblast i nordvästra Belarus. Staden har enligt mätningar 2016, 102 394 invånare.

## Historia
Navapolatsk grundades 1958 och ligger nära staden Polatsk. Namnet betyder helt enkelt "Nya Polatsk". Staden grundades då en del av befolkningen i Polatsk flyttade därifrån, delvis på grund av byggandet av allt fler fabriker strax utanför Polatsk. Några av fabrikerna släppte ut direkt farliga gaser, varför många byggarbetare och personal på fabrikerna valde att flytta till Navapolatsk, där luften var renare. Trots problemen med luften har staden blivit större och större med tiden. 
Numera är de flesta fabrikerna nedlagda och luften återhämtar sig.
Spelare från staden har representerat det vitryska bandylandslaget.